# Перекаль (Рыбновский район)
Перекаль — деревня в Рыбновском районе Рязанской области. Входит в Ходынинское сельское поселение.

## География
Находится в западной части Рязанской области на расстоянии приблизительно 6 км на восток по прямой от железнодорожного вокзала в городе Рыбное.

## История
Упоминается с XVII века как сельцо. На карте 1850 года показана как поселение с 40 дворами. В 1859 году здесь (тогда деревня Рязанского уезда Рязанской губернии) было учтено 34 двора, в 1897 — 135.

## Население
Численность населения: 207 человек (1859 год), 749 (1897), 508 в 2002 году (русские 92 %), 614 в 2010.